# Го Маоцянь
Го Маоцянь (кит. 郭茂倩, пиньинь Guō Màoqiàn, 1041－1099, Сюйчэн (совр. Дунпин в пров. Шаньдун) — антологист китайской поэзии эпохи Сун. Составил «Юэфу ши цзи» («Сборник песен Юэфу») включающий китайские народные песни, записанные во времена Музыкальной палаты, в том числе Песнь о Мулань.

## Биография
Его семья происходит из известного средневекового клана Го из города Тайюань провинции Шаньси. Позже семья переехала в Сюйчэн (совр. Дунпин в пров. Шаньдун). Он был старшим сыном Го Юаньмина 郭源明 (1022－1076). Го Юаньмин обладал широкими знаниями музыки и ритуала которые передал сыну. Во время службы в Хэнани, в 1084 году, Го Маоцянь начинает собирать «Юэфу ши цзи». Закончил работу во время проживания на горе Тяньтай в Чжэцзяне в 1090-е.